# Liste des villes de la Chaudière-Appalaches
Voici la liste des villes de la Chaudière-Appalaches.
Il y a seulement 9 villes dans cette région du Québec, neuf municipalités sans avoir le statut de ville ont plus de 3 500 habitants.
| Rang | Nom                    | Population | Territoire         |
| ---- | ---------------------- | ---------- | ------------------ |
| 1    | Lévis                  | 149 683    | Ville de Lévis     |
| 2    | Saint-Georges          | 32 935     | Beauce-Sartigan    |
| 3    | Thetford Mines         | 26 072     | Les Appalaches     |
| 4    | Sainte-Marie           | 13 134     | La Nouvelle-Beauce |
| 5    | Montmagny              | 10 999     | Montmagny          |
| 6    | Beauceville            | 6 185      | Beauce-Centre      |
| 7    | Saint-Joseph-de-Beauce | 5 014      | Beauce-Centre      |
| 8    | Disraeli               | 2 360      | Les Appalaches     |
| 9    | Saint-Pamphile         | 2 274      | L'Islet            |

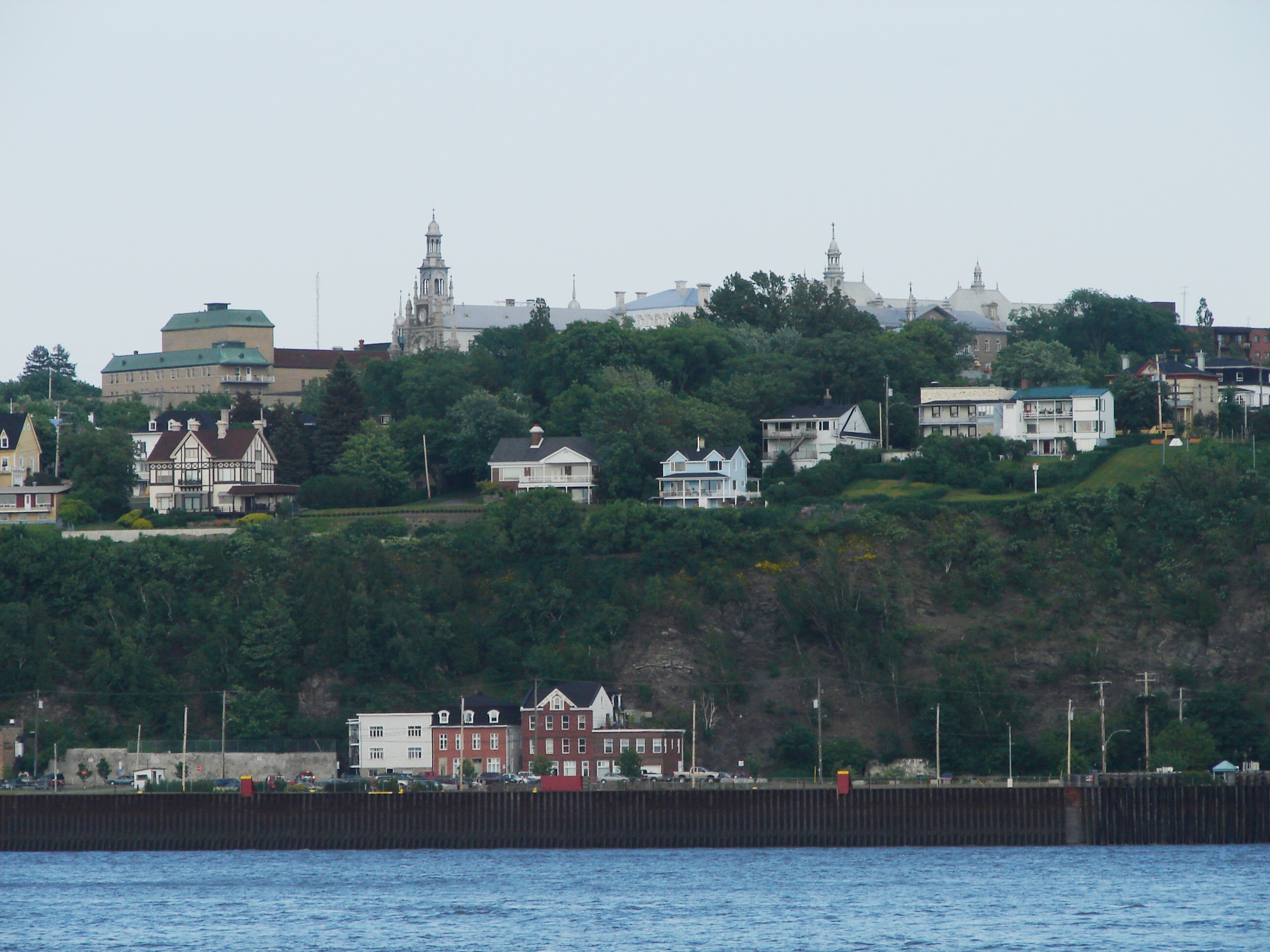
Lévis, plus grande ville de la Chaudière-Appalaches.

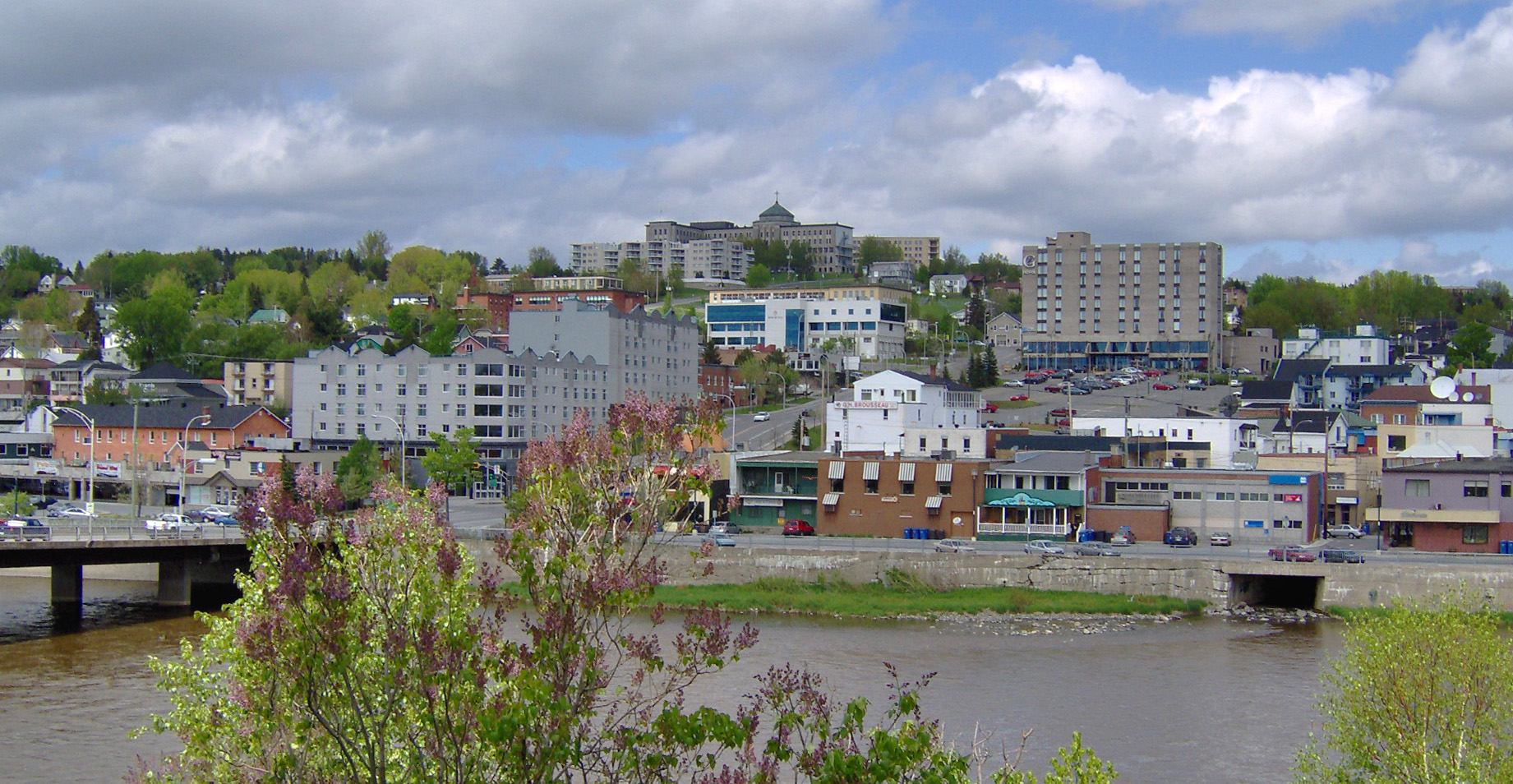
Saint-Georges, deuxième ville en importance de la région et métropole de la Beauce

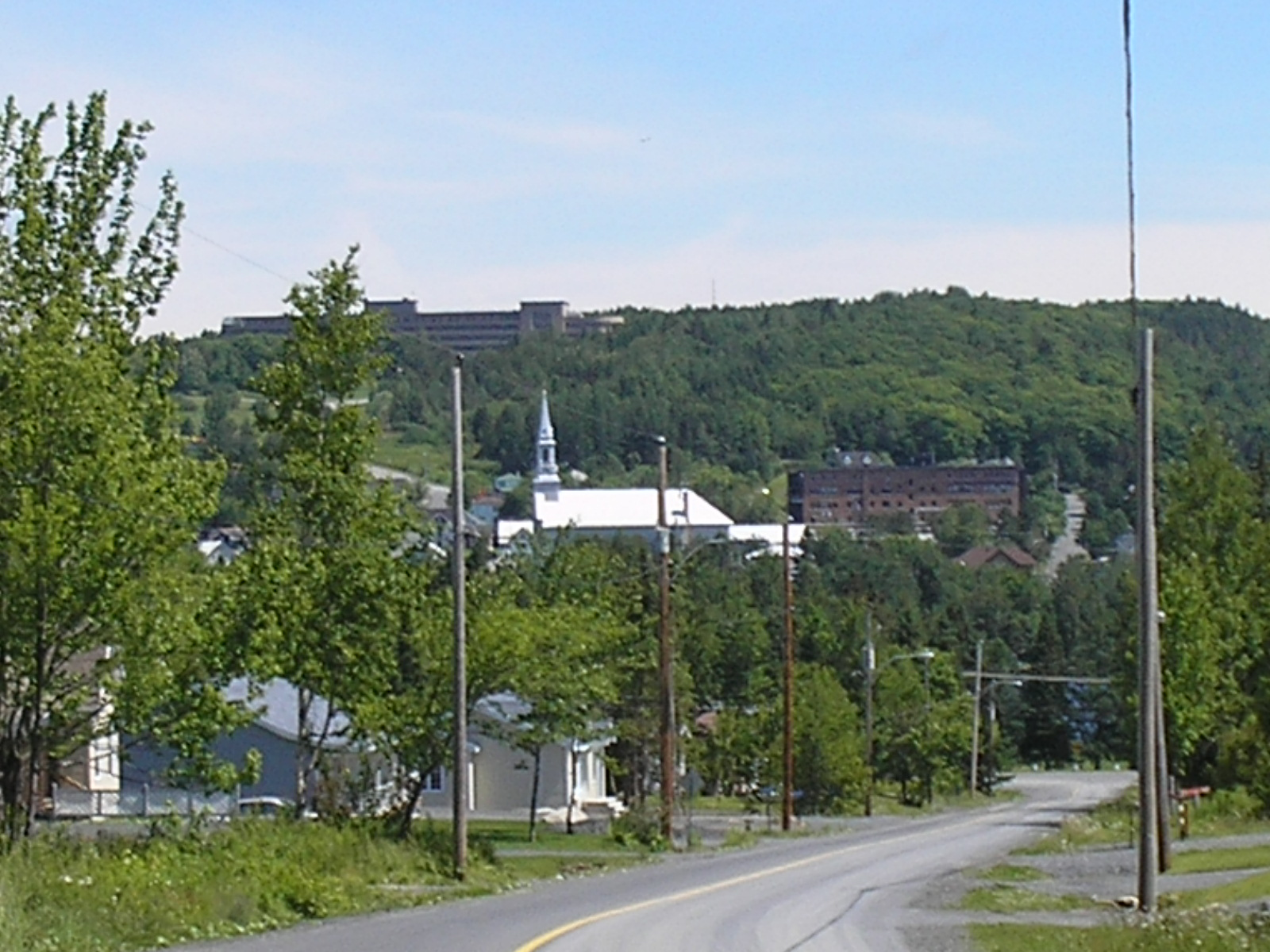
Lac-Etchemin, sixième village en importance

Voici la liste des plus grands villages de la Chaudière-Appalaches (plus de 3 500 habitants).
| Rang | Nom                     | Population | Territoire         |
| ---- | ----------------------- | ---------- | ------------------ |
| 1    | Saint-Apollinaire       | 7 968      | Lotbinière         |
| 2    | Saint-Lambert-de-Lauzon | 6 817      | La Nouvelle-Beauce |
| 3    | Saint-Henri             | 5 813      | Bellechasse        |
| 4    | Saint-Agapit            | 4 505      | Lotbinière         |
| 5    | Saint-Anselme           | 4 047      | Bellechasse        |
| 6    | Lac-Etchemin            | 4 028      | Les Etchemins      |
| 7    | L'Islet                 | 3 803      | L'Islet            |
| 8    | Saint-Prosper           | 3 596      | Les Etchemins      |
| 9    | Sainte-Claire           | 3 526      | Bellechasse        |